# Archiacasta spinifera
Archiacasta spinifera is een zeepokkensoort uit de familie van de Balanidae.